# Cantonul Mundolsheim
Cantonul Mundolsheim este un canton din arondismentul Strasbourg-Campagne, departamentul Bas-Rhin, regiunea Alsacia, Franța.

## Comune
- Achenheim
- Breuschwickersheim
- Eckbolsheim
- Hangenbieten
- Ittenheim
- Lampertheim
- Mittelhausbergen
- Mundolsheim (reședință)
- Niederhausbergen
- Oberhausbergen
- Oberschaeffolsheim
- Reichstett
- Souffelweyersheim
- Wolfisheim